# ACS Recaş
ACS Recaş je rumunjski nogometni klub iz Rekaša. Osnovan je 1917. Trenutno se natječe u Ligi III.

## Vanjske poveznice
- ACS RECAŞ: Noua Cenuşăreasă din Banat!
- ACS RECAŞ: Statistica turului de campionat
- Cosmin Petruescu răspunde întrebărilor puse de cititorii Liga2.ro